# Tour de Francia 2005
La 92.ª edición del Tour de Francia comenzó el 2 de julio de 2005 en la región francesa de Vendée y finalizó el 24 de julio en París, en el clásico final de los Campos Elíseos.
El recorrido de este Tour fue anunciado el 28 de octubre de 2004 en el Centro de Congresos de París. Como novedad, no hubo prólogo ya que la etapa inicial era de más de 8 km y fue considerada como etapa.
En ese año se produjo la séptima victoria consecutiva de Lance Armstrong, superando su propio récord de victorias en la ronda francesa establecido el año anterior. Sin embargo, en 2012 la UCI decidió anular por dopaje todos los resultados del americano desde 1998, de modo que la edición de 2005 se declaró oficialmente sin ganador.

## Equipos participantes
El Tour de Francia 2005 fue disputado por 189 ciclistas repartidos en 21 equipos representando a 28 países; 155 finalizaron.
| ProTeams (20)- Bouygues Télécom - Cofidis-Le Crédit par Téléphone - Crédit Agricole - Davitamon-Lotto - Discovery Channel - Domina Vacanze-De Nardi - Euskaltel-Euskadi - Fassa Bortolo - Gerolsteiner - Illes Balears-Caisse d'Épargne - La Française des jeux - Lampre-Caffita - Liberty Seguros-Würth - Liquigas-Bianchi - Phonak Hearing Systems - Quick Step-Innergetic - Rabobank - Saunier Duval-Prodir - T-Mobile - CSC Equipo continental profesional- AG2R Prévoyance |
| |

## Etapas
| Etapa      | Fecha     | Recorrido                                        | type                     | Distancia (km) | Ganador              | Líder           |
| ---------- | --------- | ------------------------------------------------ | ------------------------ | -------------- | -------------------- | --------------- |
| 1.ª etapa  | 2 de jul  | Fromentine – Noirmoutier-en-l'Île                | contrarreloj individual  | 19             | David Zabriskie      | David Zabriskie |
| 2.ª etapa  | 3 de jul  | Challans – Les Essarts                           | etapa llana              | 181,5          | Tom Boonen           | David Zabriskie |
| 3.ª etapa  | 4 de jul  | La Châtaigneraie – Tours                         | etapa llana              | 212,5          | Tom Boonen           | David Zabriskie |
| 4.ª etapa  | 5 de jul  | Tours – Blois                                    | contrarreloj por equipos | 67,5           | Discovery Channel    | Lance Armstrong |
| 5.ª etapa  | 6 de jul  | Chambord – Montargis                             | etapa llana              | 183            | Robbie McEwen        | Lance Armstrong |
| 6.ª etapa  | 7 de jul  | Troyes – Nancy                                   | etapa llana              | 199            | Lorenzo Bernucci     | Lance Armstrong |
| 7.ª etapa  | 8 de jul  | Lunéville – Karlsruhe                            | etapa llana              | 228,5          | Robbie McEwen        | Lance Armstrong |
| 8.ª etapa  | 9 de jul  | Pforzheim – Gérardmer                            | etapa escarpada          | 231,5          | Pieter Weening       | Lance Armstrong |
| 9.ª etapa  | 10 de jul | Gérardmer – Mulhouse                             | etapa escarpada          | 171            | Michael Rasmussen    | Jens Voigt      |
|            | 11 de jul | Día de descanso                                  | Día de descanso          |                |                      |                 |
| 10.ª etapa | 12 de jul | Grenoble – Courchevel                            | etapa de montaña         | 181            | Alejandro Valverde   | Lance Armstrong |
| 11.ª etapa | 13 de jul | Courchevel – Briançon                            | etapa de montaña         | 173            | Alekszandr Vinokurov | Lance Armstrong |
| 12.ª etapa | 14 de jul | Briançon – Digne-les-Bains                       | etapa escarpada          | 187            | David Moncoutié      | Lance Armstrong |
| 13.ª etapa | 15 de jul | Miramas – Montpellier                            | etapa llana              | 173,5          | Robbie McEwen        | Lance Armstrong |
| 14.ª etapa | 16 de jul | Agde – Ax 3 Domaines                             | etapa de montaña         | 220,5          | Georg Totschnig      | Lance Armstrong |
| 15.ª etapa | 17 de jul | Lézat-sur-Lèze – Pla d'Adet                      | etapa de montaña         | 205,5          | George Hincapie      | Lance Armstrong |
|            | 18 de jul | Día de descanso                                  | Día de descanso          |                |                      |                 |
| 16.ª etapa | 19 de jul | Mourenx – Pau                                    | etapa de montaña         | 180,5          | Óscar Pereiro        | Lance Armstrong |
| 17.ª etapa | 20 de jul | Pau – Revel                                      | etapa llana              | 239,5          | Paolo Savoldelli     | Lance Armstrong |
| 18.ª etapa | 21 de jul | Albi – Mende                                     | etapa escarpada          | 189            | Marcos Serrano       | Lance Armstrong |
| 19.ª etapa | 22 de jul | Issoire – Le Puy-en-Velay                        | etapa escarpada          | 153,5          | Giuseppe Guerini     | Lance Armstrong |
| 20.ª etapa | 23 de jul | Saint-Étienne – Saint-Étienne                    | contrarreloj individual  | 55,5           | Lance Armstrong      | Lance Armstrong |
| 21.ª etapa | 24 de jul | Corbeil-Essonnes – Avenida de los Campos Elíseos | etapa llana              | 144,5          | Alekszandr Vinokurov | Lance Armstrong |

## Clasificaciones finales

### Clasificación general
| \| Clasificación general \| Clasificación general \| Clasificación general \| Clasificación general \| Clasificación general \| \| Ciclista \| Ciclista \| Equipo \| Tiempo \| \| \| --------------------- \| --------------------- \| ------------------------------ \| --------------------- \| --------------------- \| \| 1.º \| Lance Armstrong \| Discovery Channel \| DES \| \| \| 2.º \| Ivan Basso \| CSC \| + 4 min 40 s \| \| \| 3.º \| Jan Ullrich \| T-Mobile \| DES \| \| \| 3.º \| Paco Mancebo \| Illes Balears-Caisse d'Épargne \| + 9 min 59 s \| \| \| 4.º \| Alekszandr Vinokurov \| T-Mobile \| + 11 min 01 s \| \| \| 5.º \| Levi Leipheimer \| Gerolsteiner \| DES \| \| \| 6.º \| Michael Rasmussen \| Rabobank \| + 11 min 33 s \| \| \| 7.º \| Cadel Evans \| Davitamon-Lotto \| + 11 min 55 s \| \| \| 8.º \| Floyd Landis \| Phonak Hearing Systems \| + 12 min 44 s \| \| \| 9.º \| Óscar Pereiro \| Phonak Hearing Systems \| + 16 min 04 s \| \| \| 10.º \| Christophe Moreau \| Crédit Agricole \| + 16 min 26 s \| \| |                      |                                |               |
| |                      |                                |               |
| Fuente: ProCyclingStats |                      |                                |               |
| Clasificación general |                      |                                |               |
| Ciclista | Ciclista             | Equipo                         | Tiempo        |
| 1.º | Lance Armstrong      | Discovery Channel              | DES           |
| 2.º | Ivan Basso           | CSC                            | + 4 min 40 s  |
| 3.º | Jan Ullrich          | T-Mobile                       | DES           |
| 3.º | Paco Mancebo         | Illes Balears-Caisse d'Épargne | + 9 min 59 s  |
| 4.º | Alekszandr Vinokurov | T-Mobile                       | + 11 min 01 s |
| 5.º | Levi Leipheimer      | Gerolsteiner                   | DES           |
| 6.º | Michael Rasmussen    | Rabobank                       | + 11 min 33 s |
| 7.º | Cadel Evans          | Davitamon-Lotto                | + 11 min 55 s |
| 8.º | Floyd Landis         | Phonak Hearing Systems         | + 12 min 44 s |
| 9.º | Óscar Pereiro        | Phonak Hearing Systems         | + 16 min 04 s |
| 10.º | Christophe Moreau    | Crédit Agricole                | + 16 min 26 s |

### Clasificación por puntos

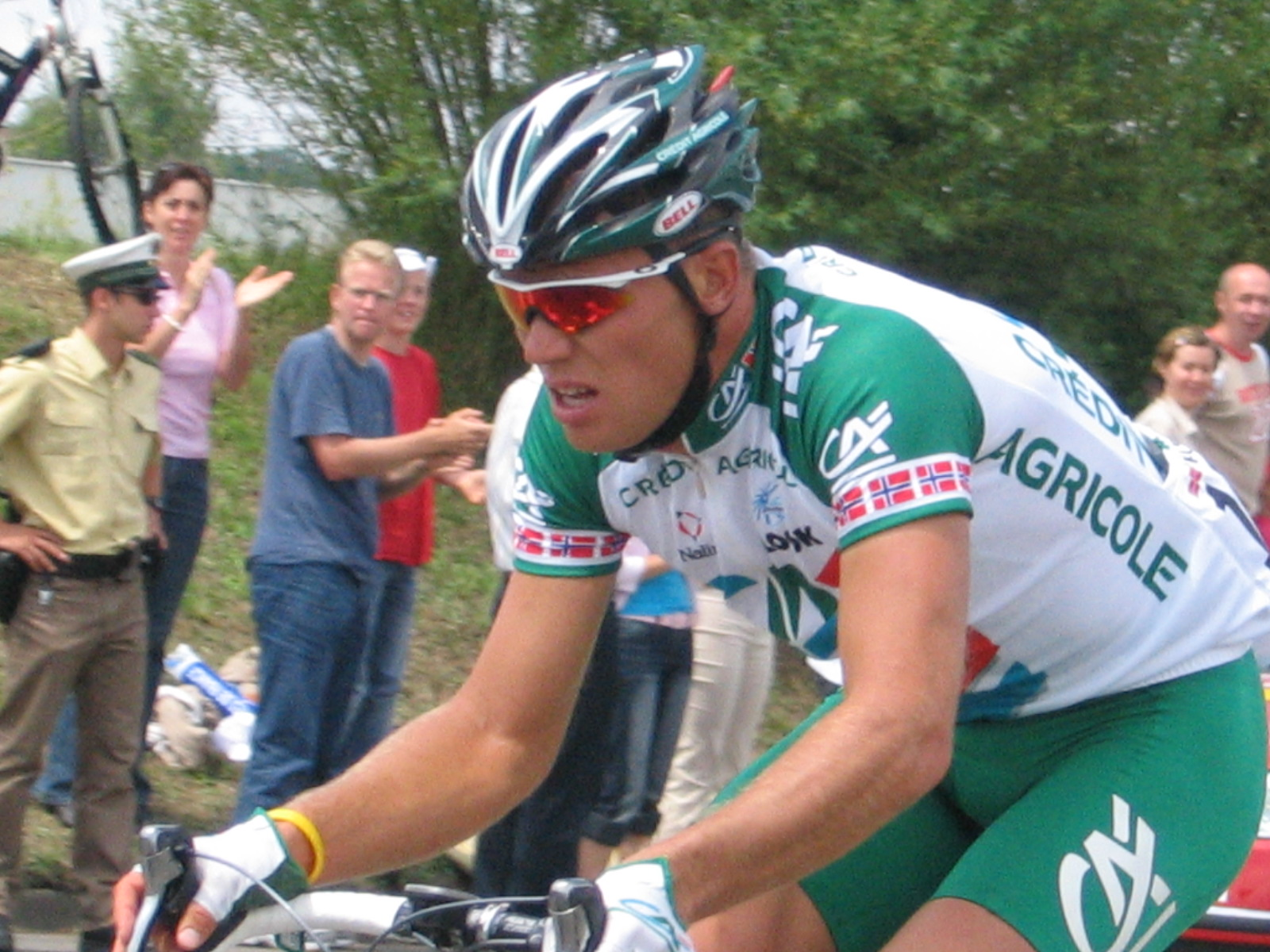
El noruego Thor Hushovd, que consiguió el premio de la regularidad.

| Clasificación por puntos | Clasificación por puntos | Clasificación por puntos        | Clasificación por puntos | Clasificación por puntos |
| Ciclista                 | Ciclista                 | Equipo                          | Puntos                   |                          |
| ------------------------ | ------------------------ | ------------------------------- | ------------------------ | ------------------------ |
| 1.º                      | Thor Hushovd             | Crédit Agricole                 | 194 pts                  |                          |
| 2.º                      | Stuart O'Grady           | Cofidis-Le Crédit par Téléphone | 182 pts                  |                          |
| 3.º                      | Robbie McEwen            | Davitamon-Lotto                 | 178 pts                  |                          |
| 4.º                      | Alekszandr Vinokurov     | T-Mobile                        | 158 pts                  |                          |
| 5.º                      | Allan Davis              | Liberty Seguros-Würth           | 130 pts                  |                          |
| 6.º                      | Robert Förster           | Gerolsteiner                    | 101 pts                  |                          |
| 7.º                      | Lance Armstrong          | Discovery Channel               | DES                      |                          |
| 8.º                      | Baden Cooke              | La Française des jeux           | 91 pts                   |                          |
| 9.º                      | Bernhard Eisel           | La Française des jeux           | 88 pts                   |                          |
| 10.º                     | Michael Rasmussen        | Rabobank                        | 84 pts                   |                          |

### Clasificación de la montaña

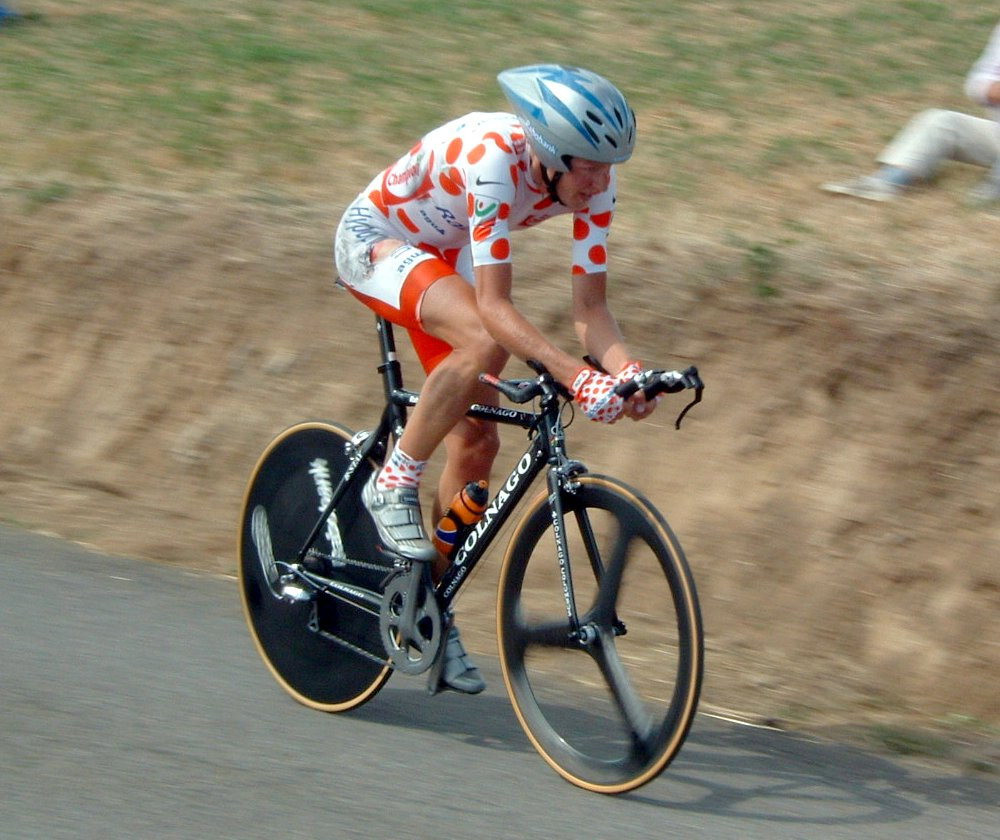
Michael Rasmussen, con el maillot de puntos de mejor escalador del Tour 2005.

| Clasificación de la montaña | Clasificación de la montaña | Clasificación de la montaña | Clasificación de la montaña | Clasificación de la montaña |
| Ciclista                    | Ciclista                    | Equipo                      | Puntos                      |                             |
| --------------------------- | --------------------------- | --------------------------- | --------------------------- | --------------------------- |
| 1.º                         | Michael Rasmussen           | Rabobank                    | 185 pts                     |                             |
| 2.º                         | Óscar Pereiro               | Phonak Hearing Systems      | 155 pts                     |                             |
| 3.º                         | Lance Armstrong             | Discovery Channel           | DES                         |                             |
| 3.º                         | Christophe Moreau           | Crédit Agricole             | 93 pts                      |                             |
| 4.º                         | Michael Boogerd             | Rabobank                    | 90 pts                      |                             |
| 5.º                         | Santiago Botero             | Phonak Hearing Systems      | 88 pts                      |                             |
| 6.º                         | Alekszandr Vinokurov        | T-Mobile                    | 75 pts                      |                             |
| 7.º                         | Laurent Brochard            | Bouygues Telecom            | 75 pts                      |                             |
| 8.º                         | George Hincapie             | Discovery Channel           | DES                         |                             |
| 9.º                         | Pietro Caucchioli           | Crédit Agricole             | 73 pts                      |                             |
| 10.º                        | Ivan Basso                  | CSC                         | 65 pts                      |                             |

### Clasificación mejor joven
| Clasificación del mejor joven | Clasificación del mejor joven | Clasificación del mejor joven  | Clasificación del mejor joven | Clasificación del mejor joven |
| Ciclista                      | Ciclista                      | Equipo                         | Tiempo                        |                               |
| ----------------------------- | ----------------------------- | ------------------------------ | ----------------------------- | ----------------------------- |
| 1.º                           | Yaroslav Popovych             | Discovery Channel              | 86 h 34 min 04 s              |                               |
| 2.º                           | Alberto Contador              | Liberty Seguros-Würth          | + 9 min 02 s                  |                               |
| 3.º                           | Andréi Kashechkin             | Crédit Agricole                | + 44 min 23 s                 |                               |
| 4.º                           | Maxim Iglinskiy               | Domina Vacanze-De Nardi        | + 59 min 42 s                 |                               |
| 5.º                           | Jérôme Pineau                 | Bouygues Telecom               | + 1 h 12 min 36 s             |                               |
| 6.º                           | Vladímir Karpets              | Illes Balears-Caisse d'Épargne | + 1 h 24 min 43 s             |                               |
| 7.º                           | David Arroyo                  | Illes Balears-Caisse d'Épargne | + 1 h 35 min 10 s             |                               |
| 8.º                           | Patrick Sinkewitz             | Quick Step-Innergetic          | + 1 h 48 min 46 s             |                               |
| 9.º                           | Thomas Lövkvist               | La Française des jeux          | + 1 h 48 min 46 s             |                               |
| 10.º                          | Philippe Gilbert              | La Française des jeux          | + 2 h 04 min 58 s             |                               |

### Clasificación por equipos
| Clasificación por equipos | Clasificación por equipos      | Clasificación por equipos | Clasificación por equipos |
| Equipo                    | Equipo                         | Tiempo                    |                           |
| ------------------------- | ------------------------------ | ------------------------- | ------------------------- |
| 1.º                       | T-Mobile                       | 256 h 10 min 29 s         |                           |
| 2.º                       | Discovery Channel              | + 14 min 57 s             |                           |
| 3.º                       | CSC                            | + 25 min 15 s             |                           |
| 4.º                       | Crédit Agricole                | + 55 min 24 s             |                           |
| 5.º                       | Illes Balears-Caisse d'Épargne | + 1 h 06 min 09 s         |                           |
| 6.º                       | Phonak Hearing Systems         | + 1 h 09 min 20 s         |                           |
| 7.º                       | Liberty Seguros-Würth          | + 1 h 47 min 56 s         |                           |
| 8.º                       | Rabobank                       | + 2 h 26 min 30 s         |                           |
| 9.º                       | Saunier Duval-Prodir           | + 2 h 48 min 58 s         |                           |
| 10.º                      | AG2R Prévoyance                | + 2 h 52 min 04 s         |                           |

## Evolución de las clasificaciones
| Etapa                   |                          | Ganador _            | Clasificación general | Puntos          | Montaña           | Jóvenes            | Combatividad _       | Equipo            |
| ----------------------- | ------------------------ | -------------------- | --------------------- | --------------- | ----------------- | ------------------ | -------------------- | ----------------- |
| 1.ª etapa               | contrarreloj individual  | David Zabriskie      | David Zabriskie       | David Zabriskie | no otorgado       | Fabian Cancellara  | no otorgado          | CSC               |
| 2.ª etapa               | etapa llana              | Tom Boonen           | David Zabriskie       | Tom Boonen      | Thomas Voeckler   | Fabian Cancellara  | Sylvain Calzati      | CSC               |
| 3.ª etapa               | etapa llana              | Tom Boonen           | David Zabriskie       | Tom Boonen      | Erik Dekker       | Fabian Cancellara  | Erik Dekker          | CSC               |
| 4.ª etapa               | contrarreloj por equipos | Discovery Channel    | Lance Armstrong       | Tom Boonen      | Erik Dekker       | Yaroslav Popovych  | no otorgado          | CSC               |
| 5.ª etapa               | etapa llana              | Robbie McEwen        | Lance Armstrong       | Tom Boonen      | Erik Dekker       | Yaroslav Popovych  | Juan Antonio Flecha  | CSC               |
| 6.ª etapa               | etapa llana              | Lorenzo Bernucci     | Lance Armstrong       | Tom Boonen      | Karsten Kroon     | Yaroslav Popovych  | Christophe Mengin    | CSC               |
| 7.ª etapa               | etapa llana              | Robbie McEwen        | Lance Armstrong       | Tom Boonen      | Fabian Wegmann    | Yaroslav Popovych  | Fabian Wegmann       | CSC               |
| 8.ª etapa               | etapa escarpada          | Pieter Weening       | Lance Armstrong       | Tom Boonen      | Michael Rasmussen | Vladímir Karpets   | Pieter Weening       | CSC               |
| 9.ª etapa               | etapa escarpada          | Michael Rasmussen    | Jens Voigt            | Tom Boonen      | Michael Rasmussen | Vladímir Karpets   | Michael Rasmussen    | CSC               |
| 10.ª etapa              | etapa de montaña         | Alejandro Valverde   | Lance Armstrong       | Tom Boonen      | Michael Rasmussen | Alejandro Valverde | Laurent Brochard     | CSC               |
| 11.ª etapa              | etapa de montaña         | Alekszandr Vinokurov | Lance Armstrong       | Tom Boonen      | Michael Rasmussen | Alejandro Valverde | Alekszandr Vinokurov | CSC               |
| 12.ª etapa              | etapa escarpada          | David Moncoutié      | Lance Armstrong       | Thor Hushovd    | Michael Rasmussen | Alejandro Valverde | David Moncoutié      | CSC               |
| 13.ª etapa              | etapa llana              | Robbie McEwen        | Lance Armstrong       | Thor Hushovd    | Michael Rasmussen | Yaroslav Popovych  | Carlos Da Cruz       | CSC               |
| 14.ª etapa              | etapa de montaña         | Georg Totschnig      | Lance Armstrong       | Thor Hushovd    | Michael Rasmussen | Yaroslav Popovych  | Georg Totschnig      | T-Mobile          |
| 15.ª etapa              | etapa de montaña         | George Hincapie      | Lance Armstrong       | Thor Hushovd    | Michael Rasmussen | Yaroslav Popovych  | Óscar Pereiro        | T-Mobile          |
| 16.ª etapa              | etapa de montaña         | Óscar Pereiro        | Lance Armstrong       | Thor Hushovd    | Michael Rasmussen | Yaroslav Popovych  | Óscar Pereiro        | T-Mobile          |
| 17.ª etapa              | etapa llana              | Paolo Savoldelli     | Lance Armstrong       | Thor Hushovd    | Michael Rasmussen | Yaroslav Popovych  | Sébastien Hinault    | Discovery Channel |
| 18.ª etapa              | etapa escarpada          | Marcos Serrano       | Lance Armstrong       | Thor Hushovd    | Michael Rasmussen | Yaroslav Popovych  | Carlos Da Cruz       | T-Mobile          |
| 19.ª etapa              | etapa escarpada          | Giuseppe Guerini     | Lance Armstrong       | Thor Hushovd    | Michael Rasmussen | Yaroslav Popovych  | Sandy Casar          | T-Mobile          |
| 20.ª etapa              | contrarreloj individual  | Lance Armstrong      | Lance Armstrong       | Thor Hushovd    | Michael Rasmussen | Yaroslav Popovych  | no otorgado          | T-Mobile          |
| 21.ª etapa              | etapa llana              | Alekszandr Vinokurov | Lance Armstrong       | Thor Hushovd    | Michael Rasmussen | Yaroslav Popovych  | Philippe Gilbert     | T-Mobile          |
| Clasificaciones finales | Clasificaciones finales  |                      | no otorgado           | Thor Hushovd    | Michael Rasmussen | Yaroslav Popovych  | Óscar Pereiro        | T-Mobile          |

## Sanción a Jan Ullrich
En el 2012 Jan Ullrich fue sancionado y descalificado de sus resultados desde mayo de 2005 hasta su retirada en 2007 debido a transfusiones sanguíneas relacionadas con la Operación Puerto. Otros corredores que se vieron implicados en dicha trama de dopaje no fueron descalificados de esta carrera y sus sanciones llegaron a partir del 2006 cuando salió a la luz dicha trama. Fue el caso de Francisco Mancebo, el cual se subiría al tercer lugar del podio con la descalificación de Ullrich.
Sin embargo, la web oficial del Tour no ha retirado a Ullrich del palmarés hasta la fecha.

## Sanción a Armstrong y sus excompañeros
Tras la suspensión de por vida y descalificación de todos los resultados de Lance Armstrong desde 1998 a 2005, el 26 de octubre de 2012, la UCI declaró "vacantes" los 7 Tour de Francia que había ganado, así como las etapas que había ganado. También fueron descalificados y retiradas las victorias de sus compañeros David Zabriskie, George Hincapie y Levi Leipheimer.